# 滑稽戏
滑稽戏（上海话拼音：hhuakjixi，发音：[[Wikipedia:上海话国际音标|[ɦuᴀ̏ʔtɕi᷅ɕi᷅]]]）是中国地方戏种，现主要流行于上海、苏州及其周边地区。多以上海话作为表现语言，同时大量模仿吴语太湖片，偶尔也有对北方话、粤语等其他方言的模仿。表演形式上，类似于中国北方的相声和小品。
滑稽戏产生于中国抗日战争中期，由上海的曲艺“独脚戏”接受了中外喜剧、闹剧和江南各地方戏曲的影响而逐步形成的新兴戏曲剧种。因为方言隔阂，滑稽戏只流行于上海、浙江、江苏的许多地区。一人演出的滑稽曲艺，称作“独脚戏”。

## 历史
滑稽戏起源于清中后期，最早发展自街头卖报人，为吸引顾客，自编自演，以幽默风趣的方式读报，被称为“说朝报”。此后，商贩、艺人等也都开始运用，不但宣传自家生意，也有对社会及官府的讽刺内容，被称为“小热昏”。发展至民国初，出现在传统剧目中间插演的“趣剧”。1924年，苏州艺人王無能以单人演出的形式首创“独角戏”。抗战时期，在独角戏的基础上，融合传统剧目，使滑稽戏逐渐独立为一个剧种。:24

## 剧目分类
滑稽戏的剧目共分五类。
- 第一类是根据独脚戏的“段子”改编而成的，如《三毛学生意》、《七十二家房客》等
- 第二类是由文明戏移植而来，如《济公》等
- 第三类是中華人民共和國建國初期，由话剧、戏曲、电影改编而来，如《炼印》、《好好先生》等
- 第四类是根据国外戏剧作品改编而成
- 第五类即为20世紀末、21世紀初创作出的剧目，如《老娘舅》、《开心公寓》等

## 特点
音乐沿用独角戏的“九腔十八调”，贴合表演；表演中，演员动作夸张，言语诙谐、幽默，而且表演融合“说”、“噱”、“做”、“唱”等多种表演方式，总体显得丰富多彩。滑稽戏在舞台、人物、道具的造型、设计上多采用非常规样式，力求使滑稽效果最大化。

## 文化
滑稽戏以滑稽为核心，吸取了传统剧种内滑稽的元素，以自创的表现形式和艺术风格加以展现。滑稽戏在表演中，也大多包含讽刺社会现象的意义，具有显而易见的社会价值。此外，滑稽戏使用吴方言演出，戏中常有对吴地风俗民情的描画，对于传承和发扬吴文化也是一个重要的手段。:29
随着社会发展，传统舞台剧受文化冲击较大，加上核心演员与青年演员传承断档，使得滑稽戏市场明显萎缩，又加剧了后继无人的情境。:30

## 滑稽剧团
中华人民共和国原有7家专业滑稽剧团，：上海市人民滑稽剧团（人滑）和上海青年滑稽剧团（青滑）于2018年合并成立上海独脚戏艺术传承中心
- 上海滑稽剧团（上滑）
- 上海独脚戏艺术传承中心
- 苏州市滑稽剧团（苏滑）
- 无锡市滑稽剧团（锡滑）
- 常州市滑稽剧团（常滑）
- 杭州市滑稽剧团（杭滑）

### 上海
第一代 （活跃于19世纪末，20世纪初）
王无能，江笑笑，刘春山 （三大开山鼻祖），何双呆，沈笑亭，程笑亭，范哈哈，鲍乐乐，赵希希
第二代 （活跃于20世纪中）
杨华生，绿杨兄妹 和 姚慕双 (师从何双呆)、周柏春兄弟（黄金搭档）以及张樵侬、笑嘻嘻、沈一乐 （与杨华生）并称 “四大笑星” ，袁一灵（师从赵希希），文彬彬
第三代 （活跃于1949年后）
“双字辈” （姚慕双的弟子）：拜师者多以“双”字入艺名：沈双亮、吴双艺、王双庆、童双春、翁双杰、张双勤、王双柏、郑双麟、钱双恩、何双龙、沈双华、李双俊等；而女弟子的“双”则以复姓体现：申屠、诸葛、欧阳、上官等；加上姚慕双嫡传的子女姚祺儿、姚勇儿、姚祯儿、姚斌儿等儿字辈；以及同属姚周系但未以“双”字冠名的李青、王辉荃、钱吟梅、方艳华等
其他：严顺开、王汝刚（师从杨华生）、龚伯康（师从袁一灵）、毛猛达、陈国庆、嫩娘、李九松、筱声咪、孙明等
第四代 （师从第三代，活跃于21世纪）
舒悦 （师从王汝刚）、周立波、（师从严顺开，但也同时师从周柏春）、钱程